# Volvo Group
Die Volvo Group (von lateinisch volvo ‚ich rolle‘) ist ein börsennotierter schwedischer Hersteller von Nutzfahrzeugen, der Omnibusse und Fahrwerke unter den Marken Volvo, Prevost, Nova Bus und MASA (Volvo Buses), Lastkraftwagen unter den Marken Volvo (Volvo Trucks), Renault und Mack sowie Baumaschinen und Motoren (Volvo Penta) herstellt.
Volvo wurde 1927 ursprünglich als Pkw-Hersteller gegründet, verkaufte den Geschäftsbereich Volvo Car Corporation jedoch Anfang 1999 an Ford, das diesen 2010 wiederum an die chinesische Geely-Gruppe verkaufte. Die Marke Volvo und das Markenzeichen wurden 1999 auf die Volvo Trade Mark Holding übertragen; sie werden von der Volvo Group und der Volvo Car Corporation gemeinsam genutzt. Im Dezember 2017 wurde der Eigner von Volvo Cars, der chinesische Fahrzeugkonzern Zhejiang Geely Holding Group, mit 8,2 % größter Anteilseigner der Volvo Group.

## Geschichte

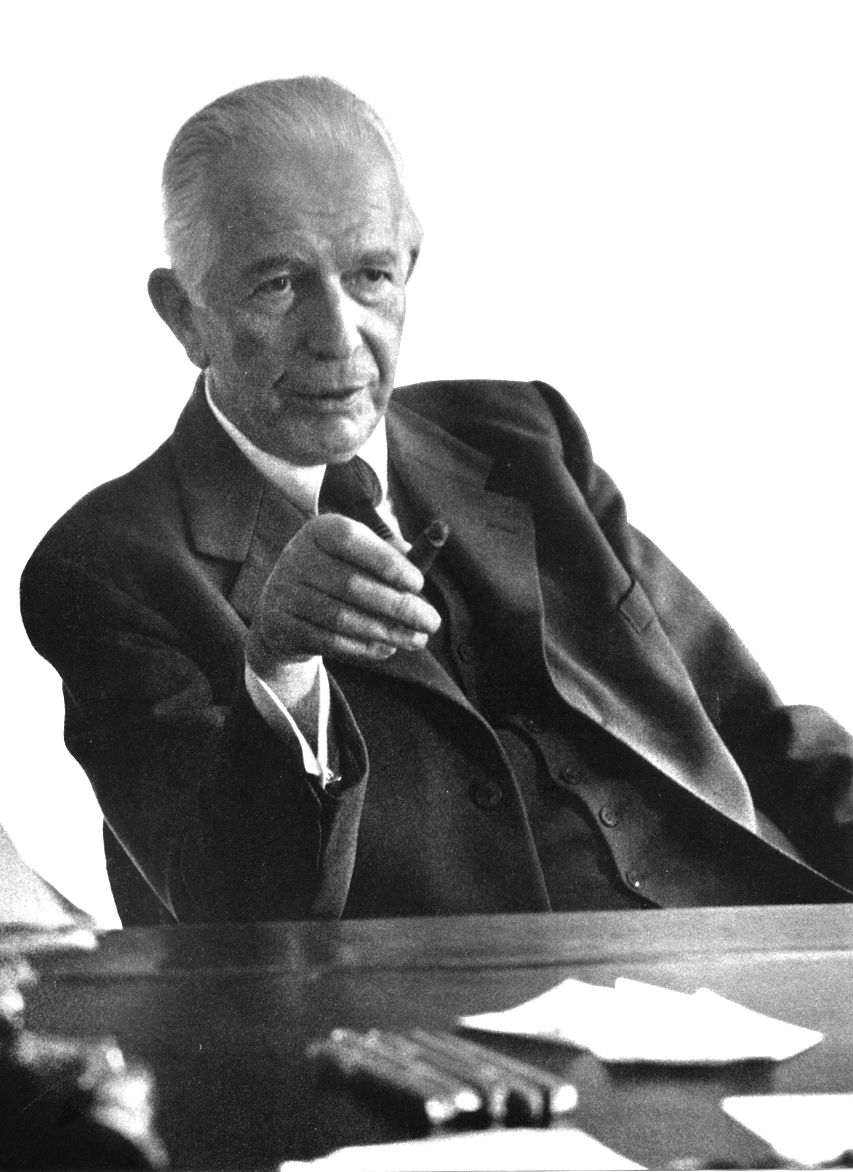
Assar Gabrielsson, 1960

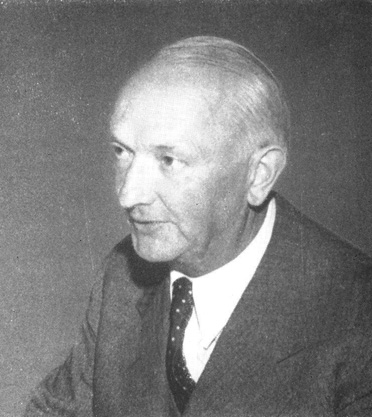
Gustav Larson, 1962

Volvo wurde 1915 vom schwedischen Kugellager-Hersteller SKF als Versuchsabteilung gegründet. Ziel war zunächst nur, Versuchsautos zur Erprobung der damals neuen Wälzlager zu bauen. 1926/1927 wurde Volvo von Assar Gabrielsson und Gustaf Larson als eigenständige Firma ausgegründet. SKF hielt noch bis 1935 Anteile an Volvo. Aus diesem Umstand ergeben sich die oft unterschiedlich genannten Gründungsjahre. Von 1936 bis in die späten 1950er Jahre gab es in Brasilien eine eigene Gesellschaft Volvo do Brasil Ltda. für den lateinamerikanischen Markt. Erst 1977 erfolgte die Neugründung von Volvo do Brasil in Curitiba.
1959 führte Volvo als erster Pkw-Hersteller den Dreipunktgurt serienmäßig ein, den der schwedische Ingenieur Nils Bohlin für den Konzern erfunden hatte. Nachdem 1967 in Schweden die Umstellung auf Rechtsverkehr stattfand, stieg der Absatz an Pkw- und Lkw-Modellen, zumal gerade neue Modelltypen wie der Pkw Volvo 140 und der Lkw Volvo F88/F89 eingeführt wurden. Die Linienbusse mussten allerdings bereits zum Umstellungstermin mit Türen auf der rechten Seite bereitstehen, so dass kurz vorher eine große Nachfrage entstand. Durch die schlagartige Verjüngung der Wagenflotte bei den Busbetrieben sank anschließend der Absatz an Omnibussen im Inland drastisch, und es waren für die nächsten zehn bis zwölf Jahre keine nennenswerten Verkaufszahlen im Hauptabsatzgebiet von Volvo (damals fand kaum Export statt) zu erwarten. So wollte die Geschäftsleitung den Omnibusbau eigentlich einstellen, zumal die Busmodelle des zweiten schwedischen Herstellers Scania-Vabis damals größere Verbreitung fanden. Stattdessen fand der Plan des Volvo-Busfachmannes Stig-Arne Olson 1968 Anwendung und es wurde die Volvo Bus-Division als eigenverantwortliche Abteilung im Volvo-Konzern gegründet. Hier konnten auch aufgrund kürzerer Entscheidungswege größere Exporterfolge durch Lieferungen insbesondere in die Schweiz, nach Großbritannien und Frankreich, aber auch nach Übersee erzielt werden. 1969 erfolgte nach gleichem Muster die Bildung der Volvo Lkw-Division und der Volvo Pkw-Division. Durch die großen (Export-)Erfolge der Lkw-Reihe F88/F89 und deren Nachfolger F10 und F12 mussten die Fertigungskapazitäten erhöht werden. Deshalb wurde in Belgien der Bau von Volvo-Modellen in einem neuen Werk aufgenommen. Des Weiteren wurde die Bus-Division in ein neu entstandenes Montagewerk für den Bau von Omnibus-Chassis in Viared bei Borås verlagert.
Bis 1973 war Volvo ein reiner Fahrzeugkonzern. Danach jedoch folgten Beteiligungen und Übernahmen auch in anderen Segmenten. Der damalige Vorstandsvorsitzende Pehr G. Gyllenhammar entwickelte Volvo im Laufe der Jahre zu einem Multikonzern.
Am 30. März 1988 kaufte Volvo das britische Unternehmen Leyland Buses mit der Fabrik in Workington, wo neben dem Doppeldeckbus(-Chassis) Olympian und dem Eindecker-Linienbus Lynx ab 1990 auch Busse des Mittelmotortyps B10M produziert werden. Ab dem 1. Januar 1989 gab es die Verkaufsorganisation VL Bus & Coach, bevor am 1. Juli 1991 Volvo Bus Ltd. vollständig übernahm. 1993 wurde die Fabrik in Workington stillgelegt, die Busproduktion in Großbritannien erfolgte nun im schottischen Irvine.
In den 1990er Jahren kaufte Volvo die Omnibussparte/Omnibusproduktion in Form der Marke Steyr vom österreichischen Steyr-Daimler-Puch-Konzern.
Auf der Aktionärsversammlung im April 1994 stellte der damalige Vorstandsvorsitzende Sören Gyll das Ende der Diversifikation vor. Unter seinem Nachfolger Leif Johansson konzentrierte sich Volvo fortan wieder fast vollständig auf das Kerngeschäft und verkaufte nach und nach – mit Ausnahme der genannten Volvo Financial – alle anderen ehemaligen Volvo-Tochterunternehmen außerhalb des Fahrzeugsegments.
1998 verkaufte Volvo die Fertigung von Lkw-Hinterachsen an Meritor. Das ursprüngliche Kerngeschäft des Konzerns, die Pkw-Sparte, wurde Anfang 1999 an Ford verkauft. Volvo wollte Mitte 1999 durch den Kauf von Aktien an Scania von der Wallenberg-Gruppe die Mehrheit an diesem anderen schwedischen LKW-Hersteller übernehmen, was aber durch Einspruch der Kartellbehörden nicht gelang.
Im Januar 2001 übernahm Volvo Renaults Nutzfahrzeugsparte Renault Véhicules Industriels (RVI) inklusive der Marke Mack Trucks, jedoch ohne Renaults Anteil an Irisbus. RVI wurde 2002 in Renault Trucks umbenannt. Im Gegenzug erhielt Renault etwa 20 % der Aktien an AB Volvo.

2006 erlangte Renault Trucks Defense (RTD) eine Mehrheitsbeteiligung an dem Militärfahrzeughersteller ACMAT.

Im Oktober 2010 verkaufte Renault alle Volvo-B-Aktien und 3,8 % der A-Aktien, so dass es noch 17,5 % der A-Aktien besaß.

2012 übernahm RTD die ebenfalls im Bereich Rüstung tätige Panhard General Defense und benannte sich in Arquus um, Anfang Juli 2024 wurde die Gesellschaft an die John Cockerill Group verkauft.

## Volvo Trade Mark Holding
Damit der Name Volvo in der Öffentlichkeit weiterhin als eine Einheit angesehen wird und nicht das Image des einen Herstellers mit dem des anderen differiert, gibt es die Volvo Trade Mark Holding. Diese wurde zeitgleich mit dem Verkauf der Volvo Car Corporation (Volvo Personvagnar) an Ford von Volvo-Chef Leif Johannson und dem damaligen Ford-Vorstandsvorsitzenden Jacques Nasser gegründet. Dieses Unternehmen verwaltet den Namen „Volvo“ und führt somit in wichtigen marketingstrategischen Aspekten beide Kraftfahrzeughersteller wieder zusammen: Jeweils 50 % der Anteile der Volvo Trade Mark Holding gehören der Volvo Personvagnar, die anderen 50 % gehören der Volvo Group. Vorstandsvorsitzende des Unternehmens sind zu gleichberechtigten Teilen die jeweils amtierenden Vorstandsvorsitzenden der Volvo Personvagnar und der Volvo Group. Die Gremien der Volvo Trade Mark Holding, die aus Mitarbeitern der Volvo Personvagnar und der Volvo Group bestehen, treffen sich regelmäßig und besprechen gemeinsame Sponsoringaktivitäten, wie z. B. das Volvo Ocean Race, verwalten Logos und Schriftzüge der Marke und sorgen dafür, dass die Marke in der Öffentlichkeit weiterhin einen einheitlichen Status pflegt.
Im Oktober 2012 wurde bei der Einführung des Volvo V40-Pkws ein überarbeitetes Logo präsentiert.

## Konzernstruktur
Der Hauptsitz des Unternehmens ist in Göteborg, Schweden. Die Volvo-Unternehmensgruppe beschäftigt weltweit knapp 100.000 Mitarbeiter (2020). Die Aktien des Unternehmens werden an der Börse gehandelt. Per 31. Dezember 2020 sind die größten Aktionäre bezogen auf den Stimmrechtsanteil AB Industrivärden mit 27,5 % und Geely Holding mit 15,9 %.
Seit Gründung der Volvo-Unternehmensgruppe gehören Lastkraftwagen (Volvo Trucks, sowie heute Renault Trucks und Mack Trucks), Baumaschinen (Volvo Construction Equipment) und Omnibusse (Volvo Buses) zur Produktpalette. Der Geschäftsbereich Lastkraftwagen war mit 61 % Umsatzanteil 2020 der Größte. Einen bedeutenden Umsatzanteil trugen die Baumaschinen mit 24 % bei. Der Geschäftsbereich Omnibusse setzte 6 % der Gesamtverkäufe um. Zur Unternehmensgruppe gehören außerdem Volvo Penta (Industrie- und Schiffsmotoren, 3 % Umsatzanteil). Die Volvo Group besitzt auch die Volvo Financial Services (4 % Umsatzanteil). Der von Renault gekommene Rüstungsbereich firmiert mittlerweile als Arquus.
Mit 40 % Umsatzanteil ist die Volvo-Gruppe insbesondere in Westeuropa tätig. In Nordamerika und Asien werden je 24 % Umsatz erwirtschaftet. Mit 6 % Umsatzanteil ist Südamerika zu erwähnen. Der Rest verteilt sich auf die übrigen Regionen der Welt.

## Produkte

### Lastkraftwagen
Volvo Trucks ist weltweit der zweitgrößte Hersteller schwerer Lastwagen. Der Großteil des Umsatzes konzentriert sich auf Westeuropa, Nord- und Südamerika sowie Asien.
Renault Trucks zählt zu den großen Lkw-Herstellern Europas. Das Unternehmen bietet alle Typen von Nutzfahrzeugen an: von leichten Lkw für städtische Verteilertransporte bis hin zu Spezialfahrzeugen und schweren Lkw für den Güterfernverkehr. Bereits in den 1970er Jahren gehörten Volvo und Renault (als „Saviem“) zum sogenannten „Vierer-Club“, der gemeinsam Lkw entwickelte.
1981 wurde die White-Lastwagenfertigung mit der Tochtergesellschaft Autocar, aber ohne Western Star Trucks, von Volvo übernommen und in Volvo White Truck Corp. umbenannt. Konzernmarken waren Volvo, White und Autocar. 1988 kam es zu einem weiteren Zusammenschluss als Volvo Trucks ein Joint Venture mit General Motors (GM) einging. GM brachte dabei den Schwerlastwagenbereich von GMC ein. Das Unternehmen wurde zur Volvo GM Heavy Truck Corporation mit den Marken WHITEGMC und Autocar. 1995 wurde aus WHITEGMC Volvo. 1997 übernahm Volvo den Anteil von GM am Unternehmen und änderte erneut den Namen in Volvo Trucks North America. 2001 wurden die Markenrechte an Autocar sowie einige Lkw-Modelle an die Grand Vehicle Works Holdings LLC (GVW) verkauft. Seitdem werden alle Lkw des Konzerns in Nordamerika als Volvo verkauft.
Mack Trucks ist einer der größten Hersteller schwerer Lkw und Lkw-Komponenten in Nordamerika. Die Firma war seit 1991 vollständig im Besitz von Renault. Im Jahr 2000 erwarb die Volvo AB die Firma Renault Véhicules Industriels (RVI) (heute Renault Trucks) einschließlich Mack Trucks in Nordamerika.
UD Nissan Diesel wurde im Jahr 2007 von Volvo fast vollständig übernommen. 2020 verkaufte Volvo die Sparte UD Trucks an Isuzu Motors. Nissan-Diesel stellt in Japan Lkw und Busse her.

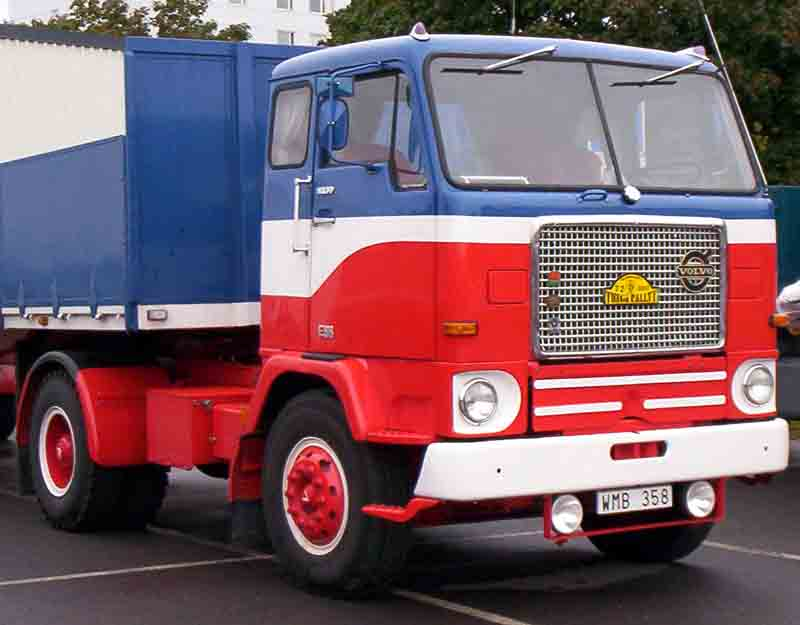
Volvo F88 Sattelzugmaschine
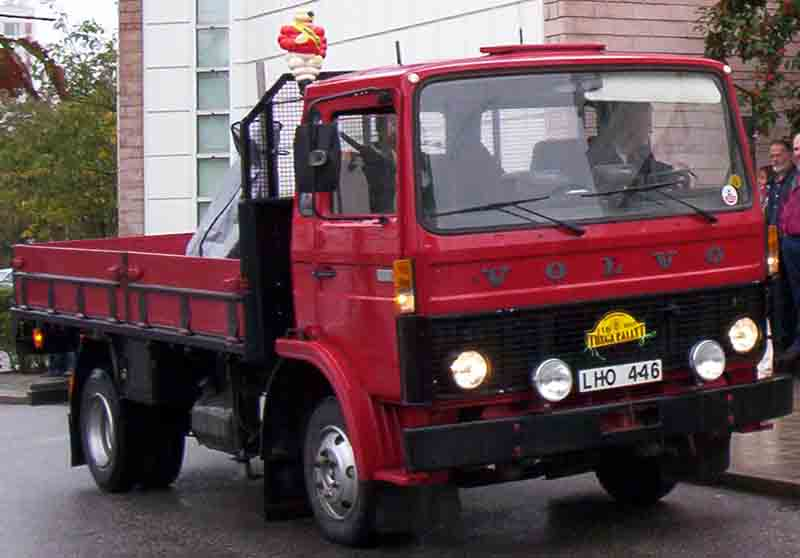
Volvo F407 mit Vierer-Club-Fahrerhaus
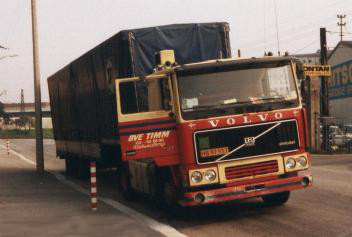
Volvo F12
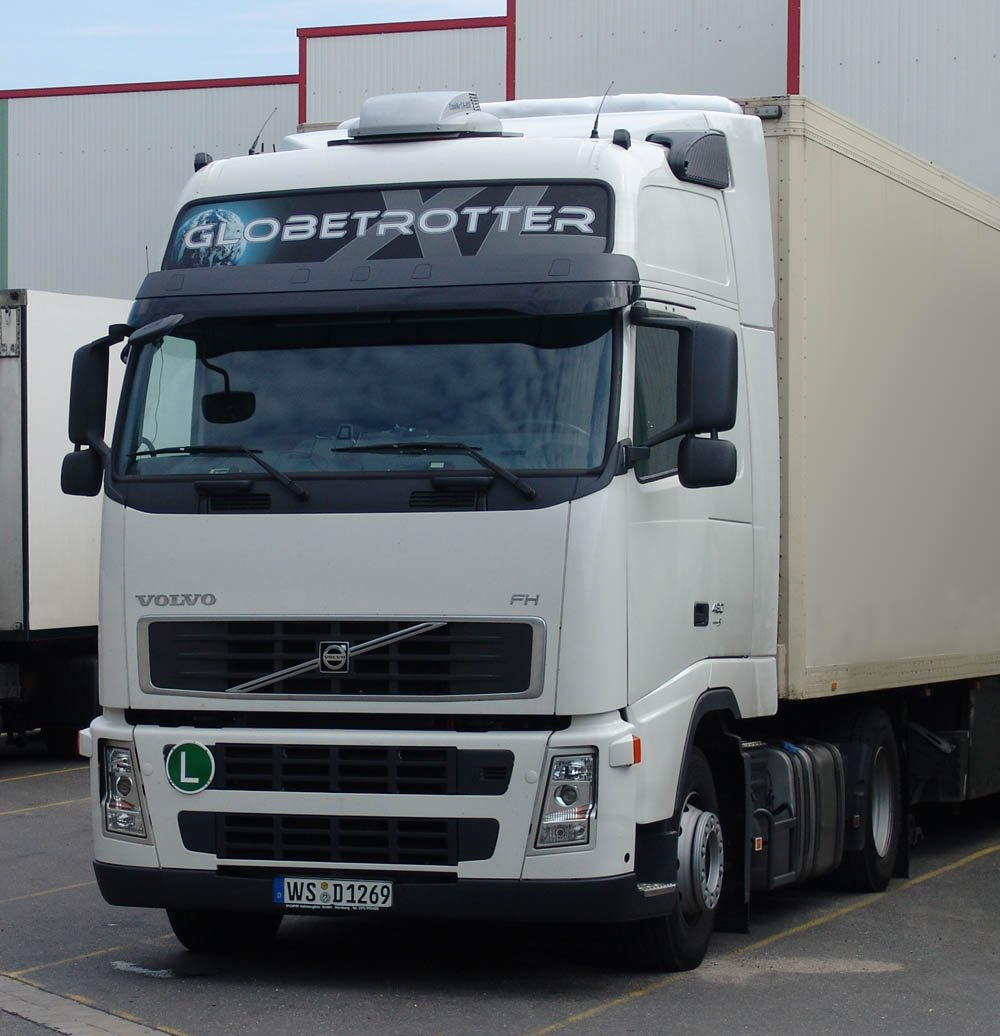
Sattelzug mit Zugmaschine vom Typ Volvo FH
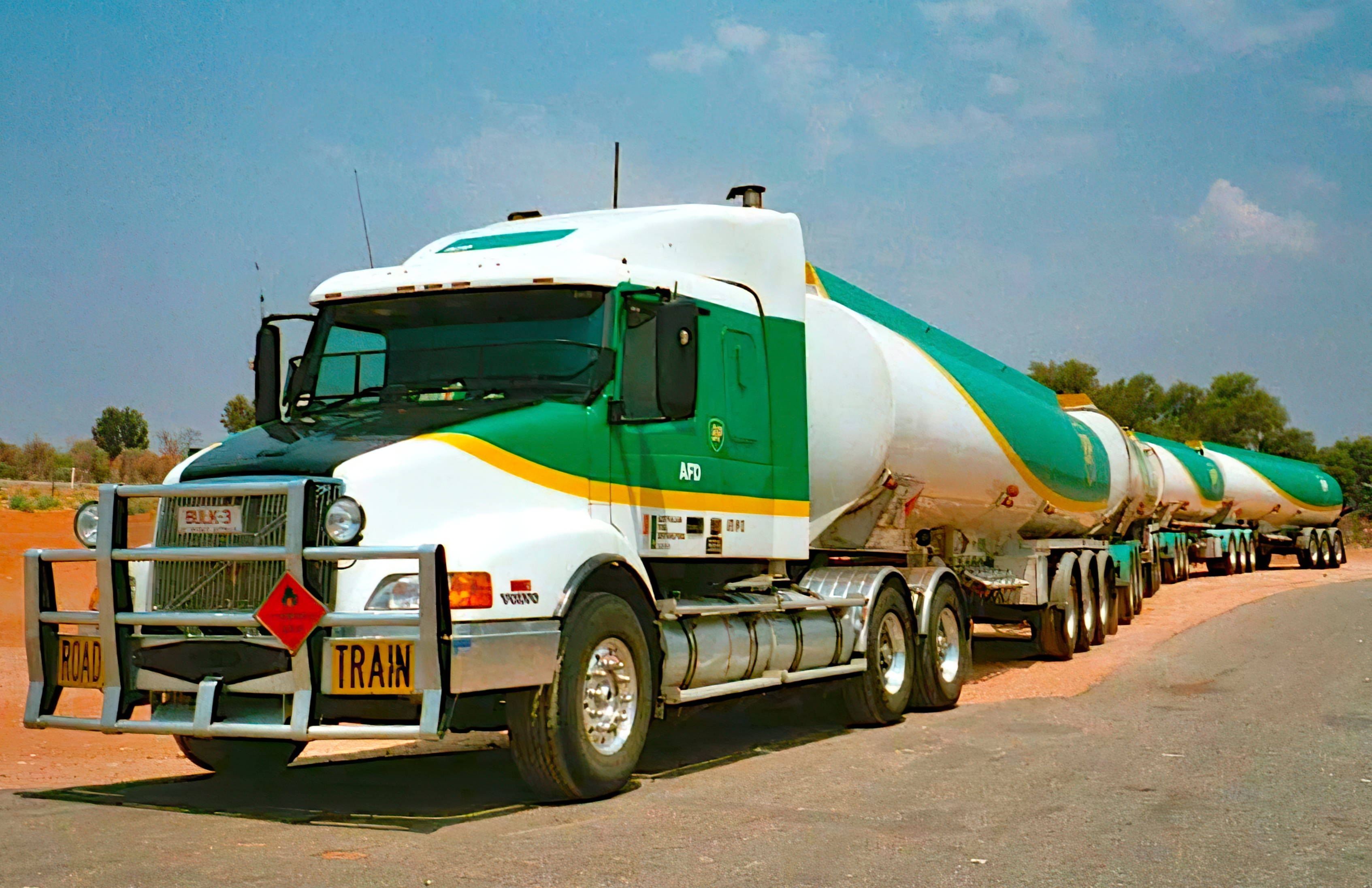
Roadtrain mit Zugfahrzeug des Typs Volvo VN
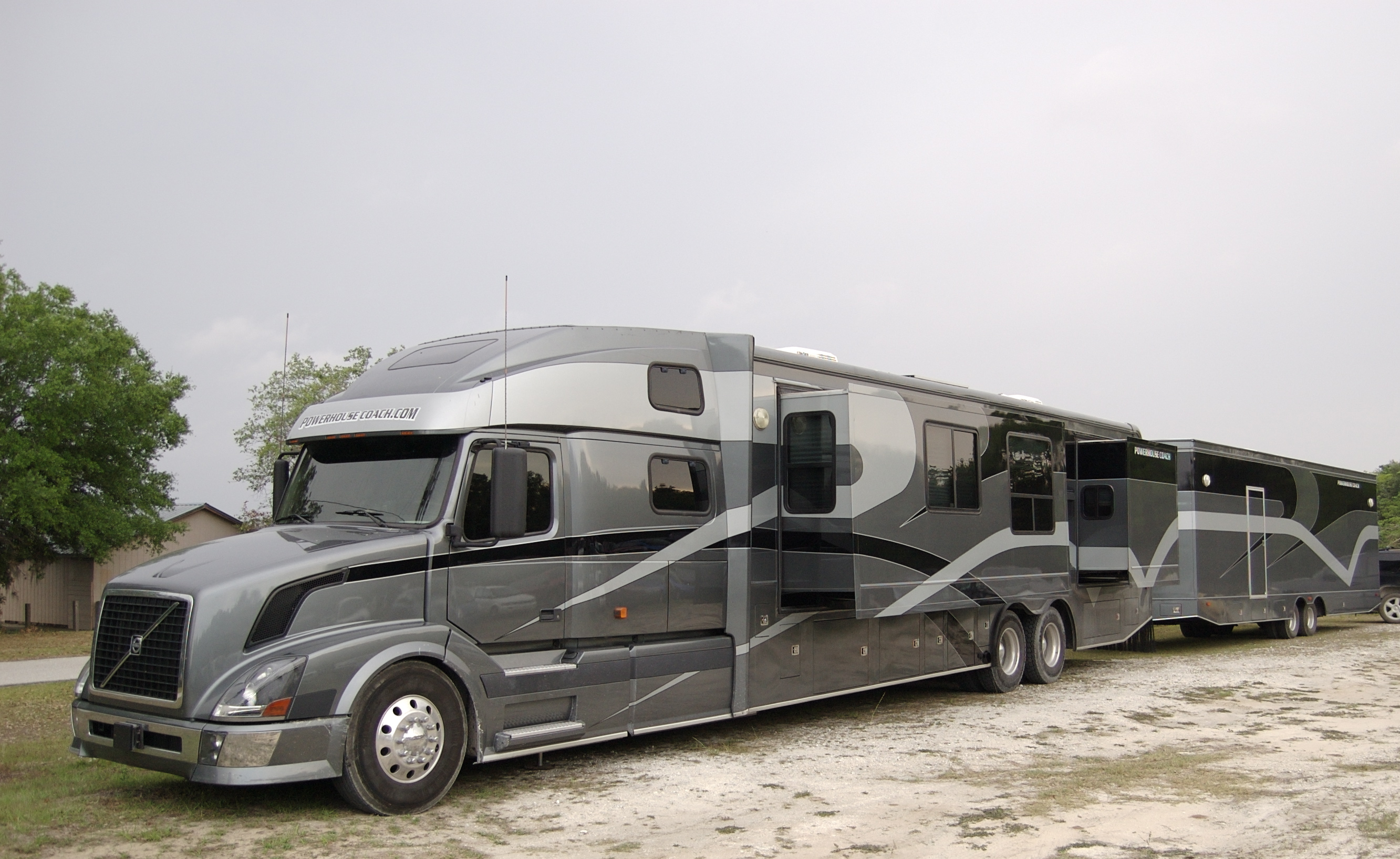
Wohnmobil auf Basis des Volvo VN

### Omnibusse

#### Beginn 1928

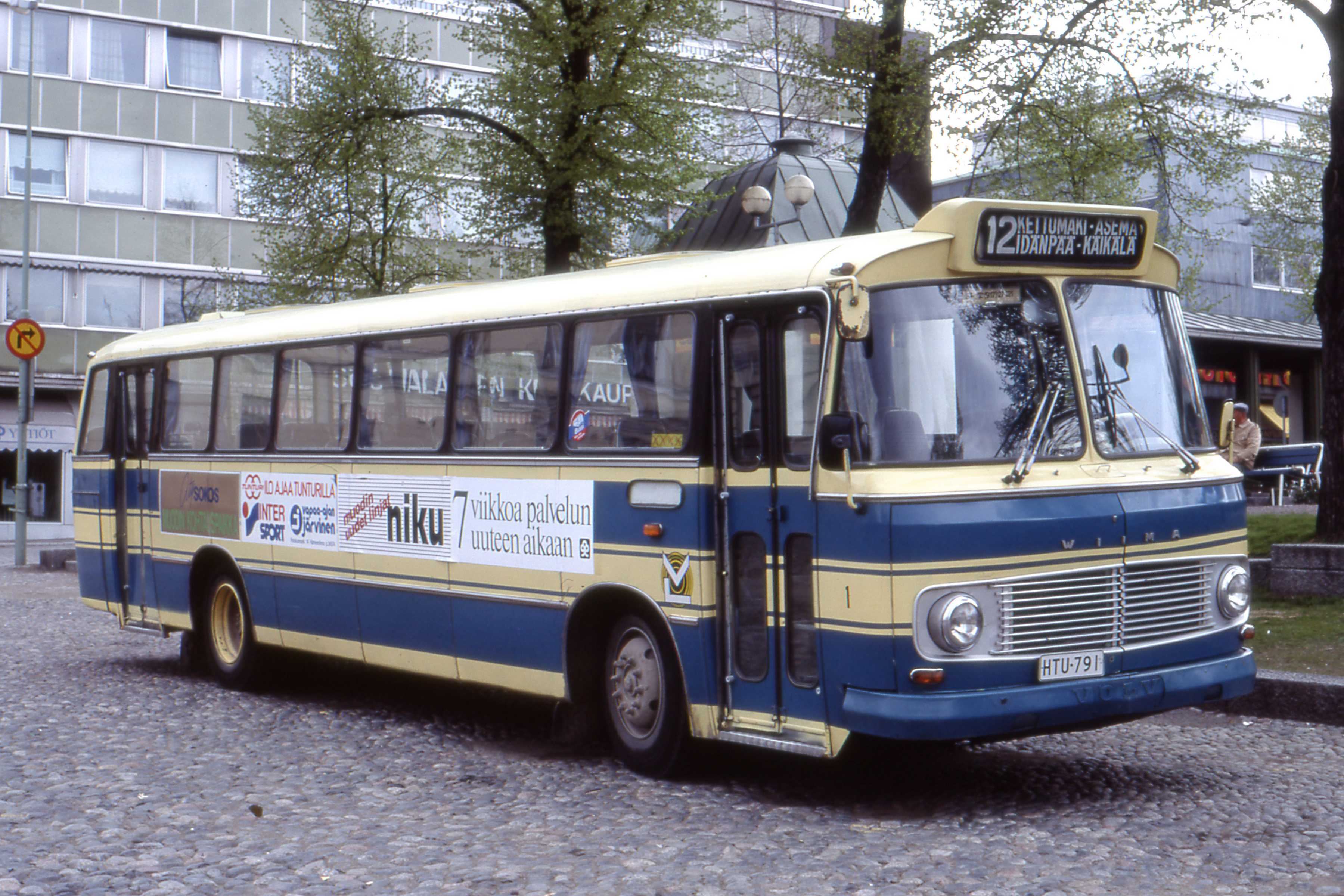
Frontmotor-Fahrgestell Volvo B57 mit Überlandbus-Aufbau von Wiima

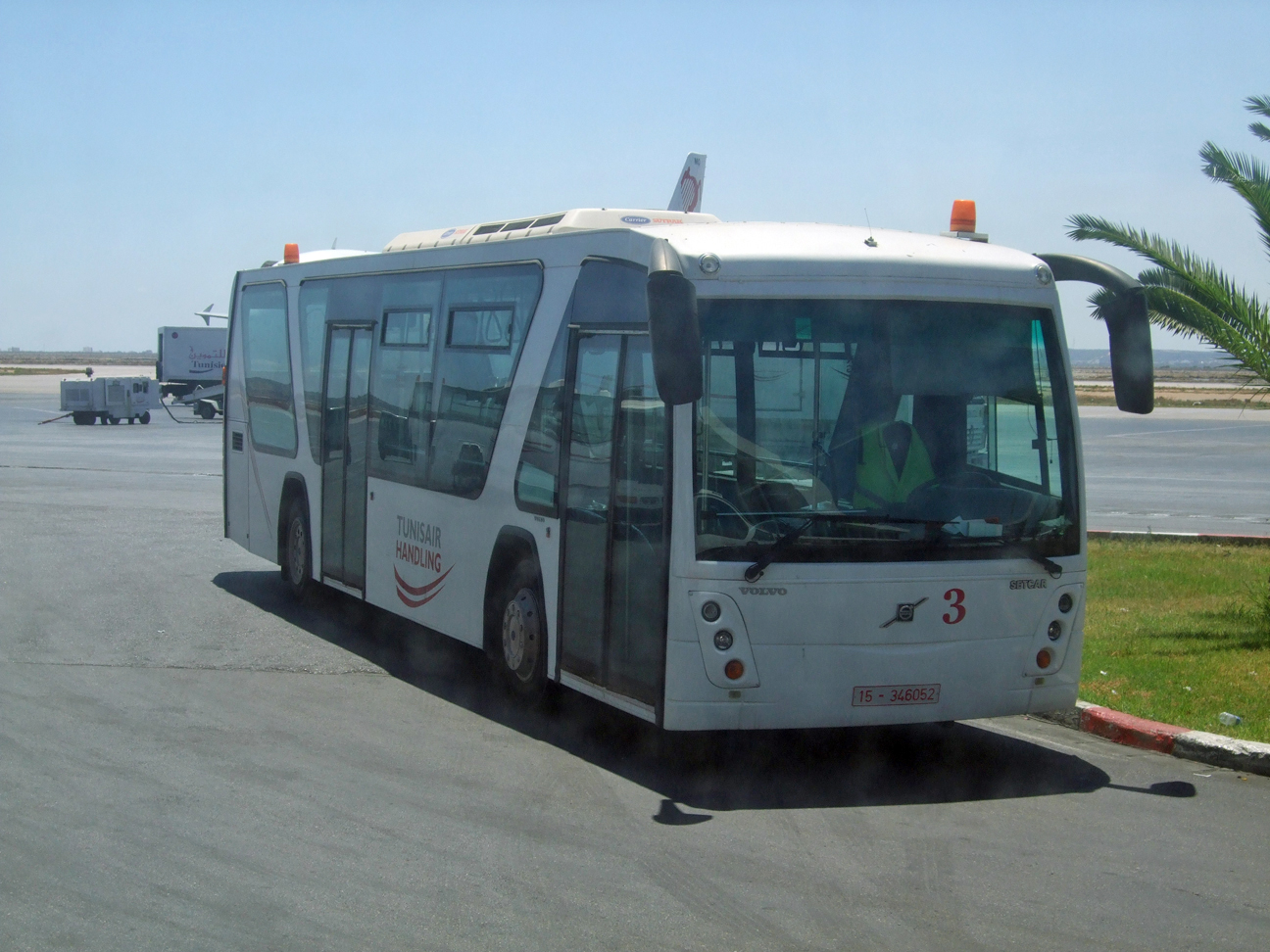
Volvo „Setcar“ als Zubringer-Bus der Tunisair auf dem Flughafen von Monastir (Tunesien)

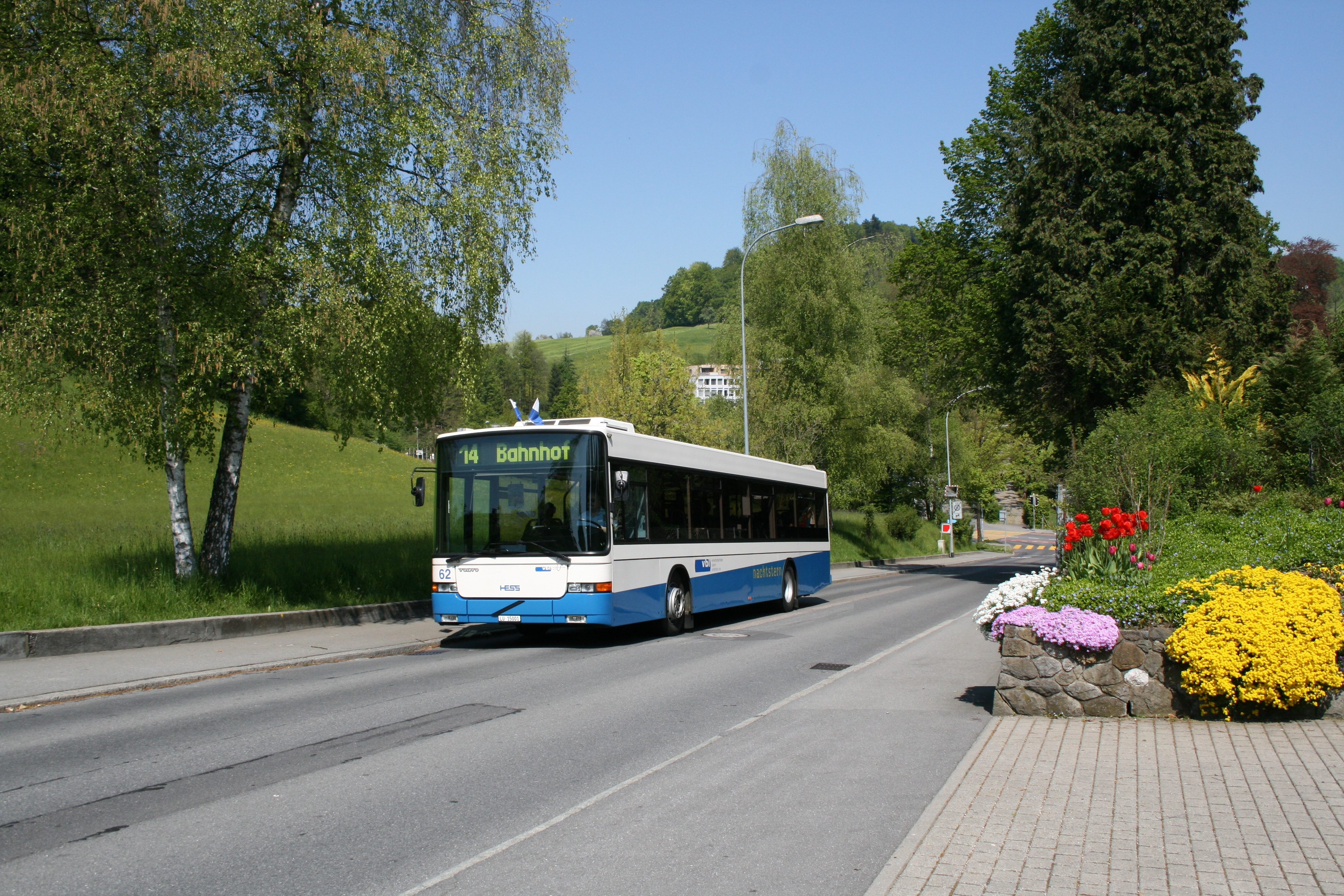
Volvo/Hess B10L der Verkehrsbetriebe Luzern

1928 wurde der erste Omnibus auf der Basis eines Lkw-Fahrwerkes gefertigt. In den 1940er Jahren entstanden zunehmend eigene Fahrgestelle speziell für Busse, zunächst mit in den Wagenkasten integriertem Frontmotor. Der erste Dieselmotor von Volvo (VDA) entstand 1945, er ersetzte den „Hesselman“-Motor, der ein umkonstruierter Benzinmotor mit niedriger Verdichtung zum Betrieb mit steuerbegünstigtem Schweröl und Zündung mit Hochleistungszündkerzen war. 1950/1951 entstanden auf unterschiedliche Kundenwünsche hin die jeweils ersten Volvo-Linienbus-Chassis mit Heckmotor (B645 für Stockholm) und mit Mittelmotor (B655 für Odense).
Die Mittelmotor-Bauweise wurde aufgrund der ausgewogenen Gewichtsverteilung lange Zeit bei Volvo bevorzugt: Fahrgestelltypen B655 (1951–1964), B755 (1963–1965), B58 (1966–1980), B10M (ab 1979) und C10M (erster kompletter Luxus-Reisebus von Volvo, 1984). Die ersten Heckmotor-Chassis, die serienmäßig bei Volvo hergestellt wurden, waren die B59 (1971–1979). Es folgten B10R (1978–1992) und B10B (ab 1992). Aber auch Bus-Fahrgestelle mit Frontmotor werden weiterhin produziert, zuletzt vor allem für den Export (Norwegen, Südamerika, Asien): B625 (1949–1951), B725 (1952–1962), B705 (1958–64), B715 (1962–1965), B750 (1962–1965), B54 (1966–1971), B57 (1966–1983), B609 (1976–1978), B6F (1978–1988) und B7F.

#### Ab 1983: Volvo Bus Corporation
Nachdem 1968 die Volvo Bus Division als eigenverantwortliche Abteilung im Unternehmen entstand, wurde diese 1983 als Volvo Bus Corporation (VBC) ein eigenständiges Tochterunternehmen der Volvo-Gruppe. Bereits in den 1970er Jahren betrieb der Volvo-Importeur von Großbritannien Jim McKelvie die Ailsa Truck Company in Schottland, wovon Volvo die Aktienmehrheit übernahm. Hier wurden von 1974 bis 1985 Frontmotor-Chassis als Basis für die hier bevorzugten Doppeldeckerbusse als Ailsa B55 produziert.
Nach wie vor wurden die Fahrgestelle für Reise- und Linienbusse unter Verwendung von Komponenten wie Motoren der größeren Lkw-„Schwester“ gefertigt, die Karosserien wurden von (selbstständigen) Aufbauherstellern (z. B. der finnischen Firma Wiima, die über die Carrus-Gruppe 1998 zu Volvo kam) gefertigt. Im Jahr 1981 wurde der schwedische Aufbauhersteller Höglund in Säffle übernommen, so dass Volvo nun auch Komplettbusse anbieten konnte. Im März 1988 übernahm Volvo den Busbereich des britischen Herstellers Leyland. 1990 übernahm Volvo 75 % der österreichischen Steyr Bus GmbH, die hauptsächlich Stadt- und Überlandbusse für den österreichischen Markt herstellte. Die Übernahme des deutschen Reisebus-Aufbauherstellers Drögmöller war letztlich nicht erfolgreich, denn der Marktanteil in Deutschland konnte nicht gesteigert werden. 1994 erwarb Volvo den früher zu Leyland gehörenden dänischen Busaufbauhersteller Aabenraa von Kässbohrer. 1995 übernahm Volvo den kanadischen Reisebushersteller Prévost in Verbindung mit der britischen Henly-Gruppe, an der sich Volvo seinerseits mit zehn Prozent beteiligte. 1998 folgte die Übernahme des ebenfalls nordamerikanischen Linienbus-Herstellers Nova Bus und die der Mexicana de Autobuses Anonima (MASA) in Mexico.

#### 2020er Jahre
Heute ist Volvo Buses weltweit der zweitgrößte Hersteller von Busfahrgestellen und Komplettbussen mit Werken u. a. in Schweden (Borås), Polen (Wrocław), Brasilien (Curitiba), Mexico („MASA“), Kanada (Québec, „Prevost“) und China („Xian Silver Bus“).
Aktuelle Bus-Baureihen von Volvo sind:
- Volvo 7900 (in Breslau/Polen gefertigter Niederflurbus, Hybridbus, als Nachfolger des Volvo 7700, auch als Gelenkbus)
- Volvo 8900 (in Breslau gefertigter Linienbus als Nachfolger des Volvo 8700)
- Volvo 9900[12] (Reisebus, Nachfolger des Volvo 9700)

Außerdem werden die Chassis-Typen B6BLE (Heckmotor, Low Entry), B7RLE, B7L (für Niederflurbusse, auch als Gelenkbus), B7TL (für Doppeldeckbusse), B10L, B12B (Heckmotor) und B12M (Mittelmotor) angeboten.
Im März 2023 wurde bekannt gegeben, dass das Werk in Breslau im 1. Quartal 2024 geschlossen werden soll. Volvo will in Europa die Herstellung von Komplettbussen einstellen und in Europa nur noch Fahrgestelle produzieren.

#### Bedeutungen der Bezeichnungen der Bus-Chassis

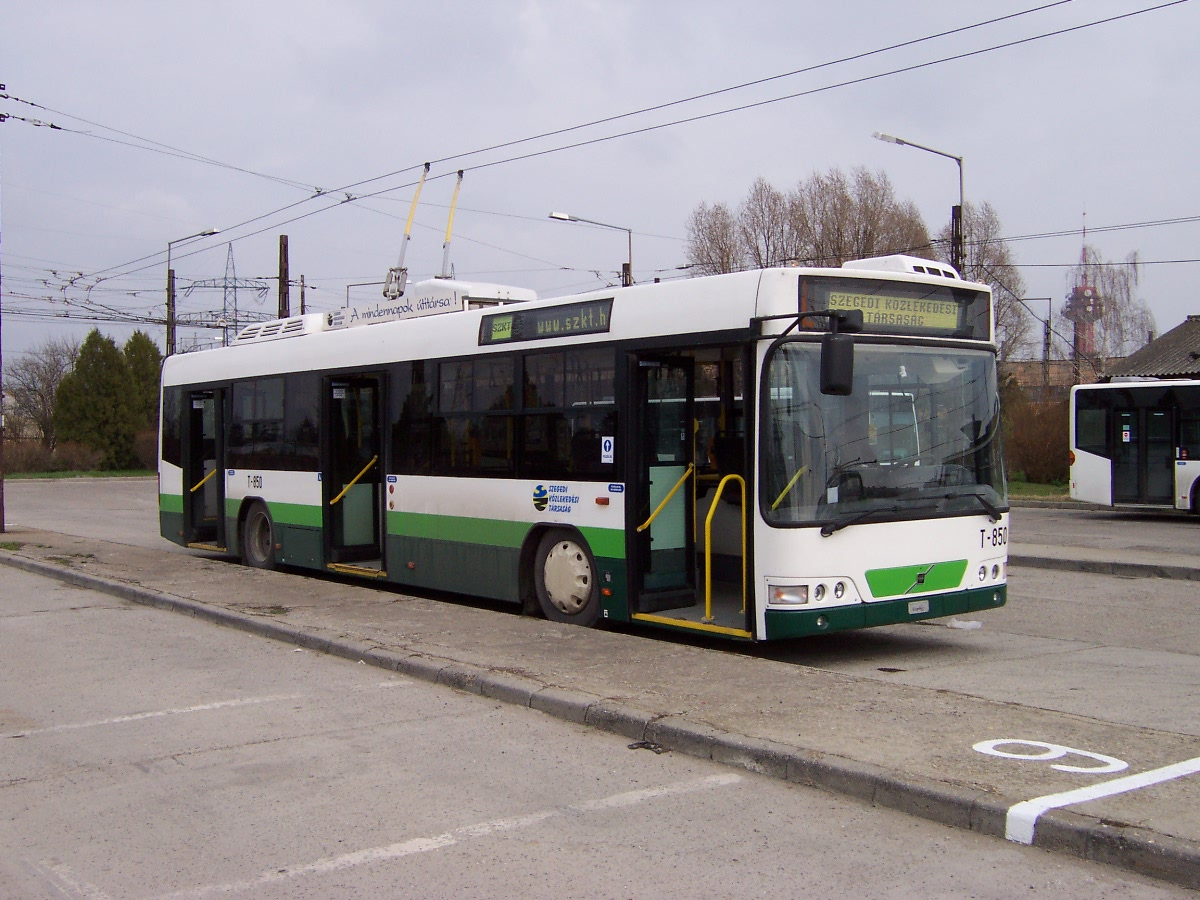
Volvo-Umbau-O-Bus in Szeged

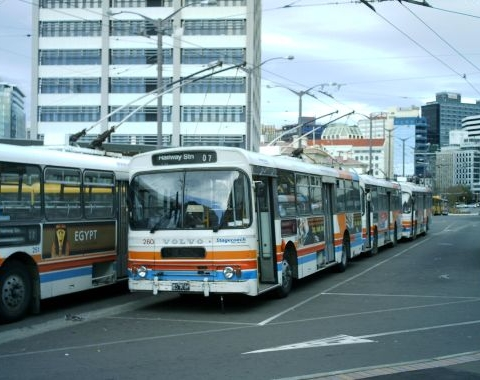
Ältere Volvo-Trolleybusse in Wellington (Leyland DAB)

Die Fahrgestell-Typen für Omnibusse beginnen mit einem B, es folgt eine Serienbezeichnung und schließlich Kürzel mit folgenden Bedeutungen:
A: Articulated = Gelenkbus
B: „Bak“ = Längs montierter Heckmotor
BLE: Längs montierter Heckmotor, Low Entry
F: Frontmotor
L: Seitlich / längs montierter Heckmotor
M: Längs montierter liegender Mittelmotor
R: Längs montierter Heckmotor
RLE: Längs montierter Heckmotor, Low Entry
S: Seitlich montierter Mittelmotor, auch als Low Entry
T: Doppeldecker-Chassis („Tvär“ = quer montierter Heckmotor)

#### Oberleitungsbusse
Beim Oberleitungsbus Linz verkehrten ab 2000/2001 zusammen 20 Gelenk-O-Busse des Typs V 7000 AT, dieser Typ war nur dort anzutreffen. Er basierte auf dem Omnibusmodell B7LA, die elektrische Ausrüstung wurde von Kiepe zugeliefert. Im ungarischen Szeged existiert ein Solo-O-Bus, der 2004 in der Werkstätte der örtlichen Verkehrsbetriebe aus einem konventionellen Dieselbus umgebaut wurde. Der Einzelgänger trägt seitdem die Typenbezeichnung B7 TR12/TV.PR., seine Elektrik stammt von Cegelec. Beim ehemaligen Oberleitungsbus Wellington in Neuseeland wurden die letzten Volvo-Trolleybusse schon 2009 ausgemustert.

### Bootsmotoren und Antriebe
Das Unternehmen Volvo Penta entstand 1930 durch die Übernahme der Aktienmehrheit an den Penta-Werken. Es bietet Motoren und komplette Antriebssysteme für Schifffahrt und Industrie. Die Penta-Werke lieferten anfänglich die Motoren für die ersten Volvo-Automobile, da Volvo seine Fahrzeugproduktion als reiner Karosserie- und Chassishersteller begann, ohne selbst Motoren herzustellen. Diese ersten Automobile in der Firmengeschichte wurden zwar von Volvo gebaut und vertrieben, doch auf den Kühlern stand das Wort Penta. Durch die weltwirtschaftlichen Probleme Ende der 1920er Jahre geriet die Firma Penta in finanzielle Schwierigkeiten. Da Volvo seinen Motorenlieferanten nicht verlieren wollte, stieg Volvo bei Penta ein und strich das Wort „Penta“ von den Kühlermasken seiner Automobile. 1935 wurde das Unternehmen Volvo Penta – ebenfalls mit Sitz in Göteborg – offiziell gegründet. Die bekanntesten Entwicklungen von Volvo Penta waren der erste Z-Antrieb „Aquamatic“ (1959), die erstmalige Kombination von Innen- und Außenborder, das Duoprop-Antriebssystem (1982) und die im Jahr 2005 vorgestellten Zugpropeller-Lösungen IPS für schnelle Freizeitboote. Außerdem war die Firma Penta im Jahr 1922 der erste Hersteller von Außenbordmotoren in Europa. Allerdings gab Volvo Penta die Produktion von Außenbordmotoren im Verlauf des Zweiten Weltkrieges vorerst auf.
Im Volvo Ocean Race 2001/2002 hatte jede an dem Rennen teilnehmende Segeljacht zwei Volvo-Penta-Antriebsmotoren – für Notfälle – an Bord.
Motoren aus dem Programm von Volvo Penta sind außer in den Lkw von Volvo auch in Renault-Nutzfahrzeugen zu finden.

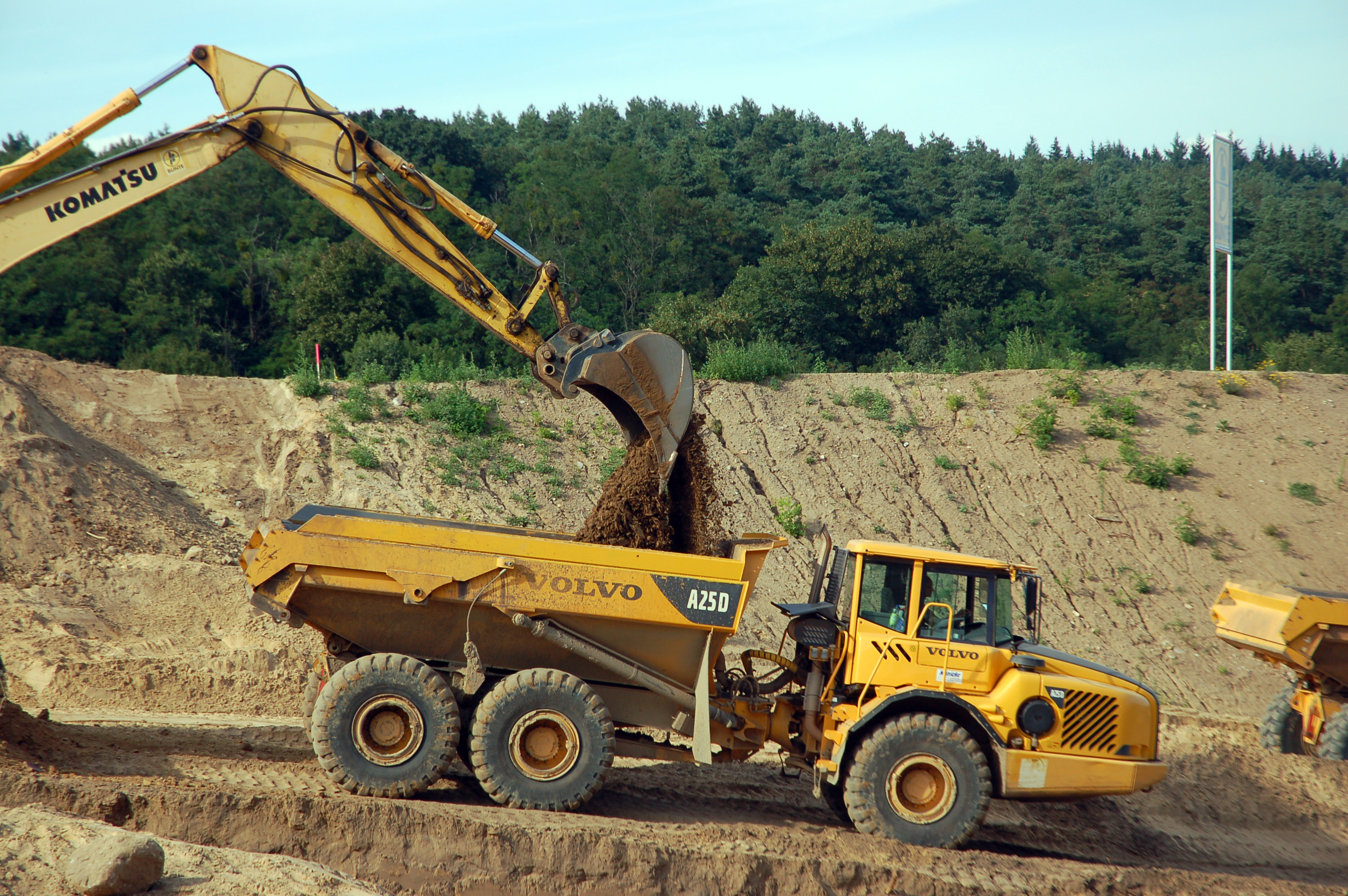
Schwerer Muldenkipper vom Typ Volvo A25D

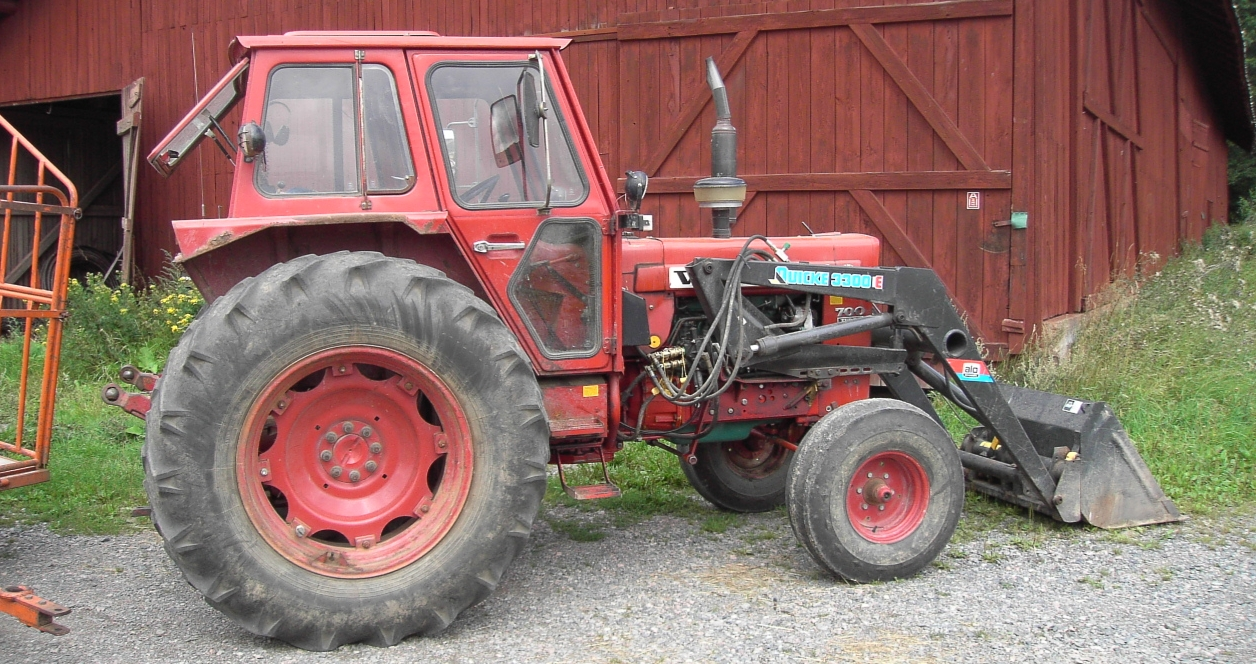
Volvo Traktor

### Weitere Konzernunternehmen

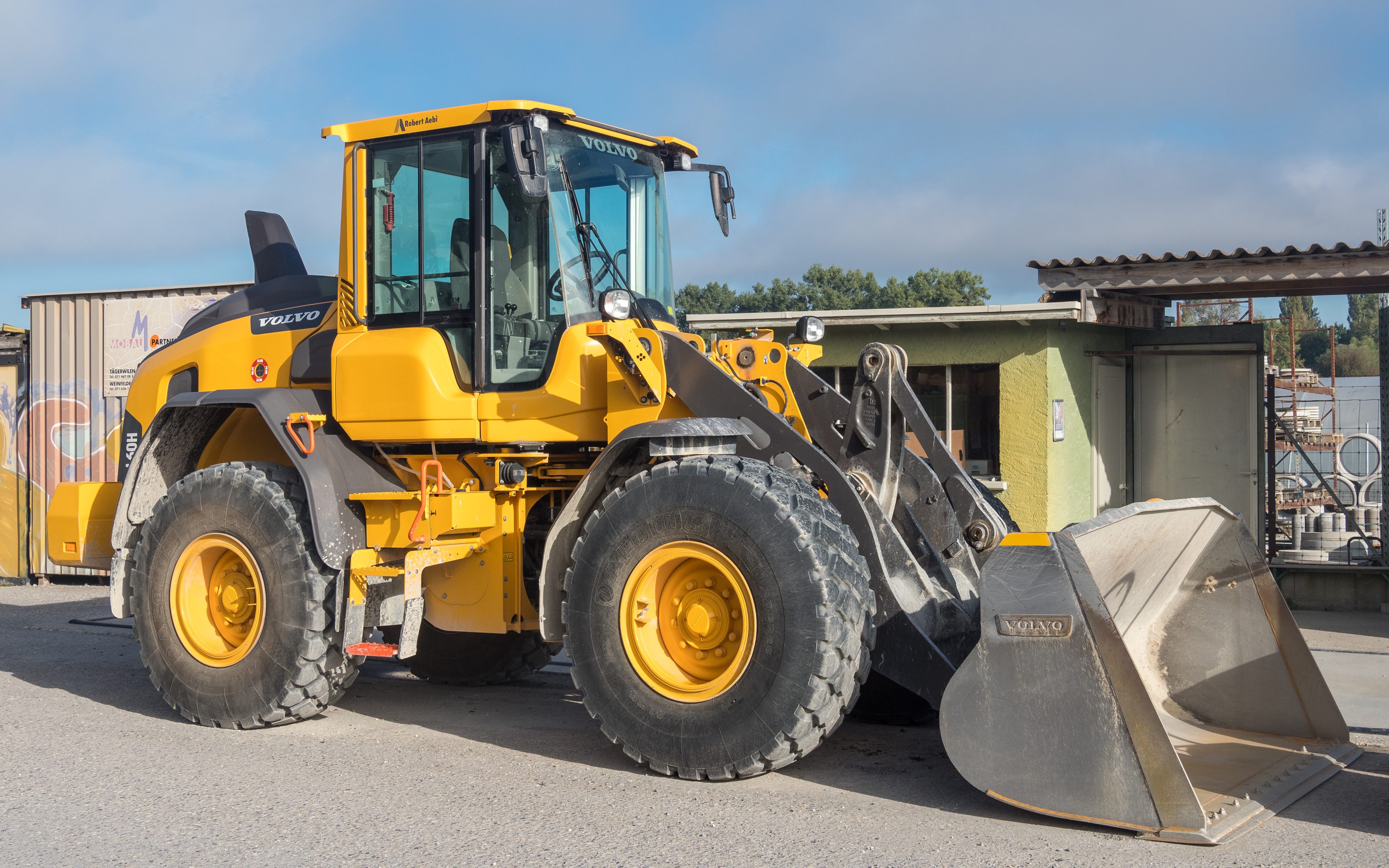
Knick-Radlader VOLVO L60H

Volvo Aero entwickelt und fertigt Hightech-Komponenten für die zivile Luftfahrt sowie Strahltriebwerke. 
Das Unternehmen entwickelt, fertigt und wartet auch Jetmotoren für die schwedische Luftwaffe. Früher hieß der Unternehmensteil Volvo Flygmotor und entstand 1941 durch die Übernahme der Aktienmehrheit an der Svenska Flygmotor AB. Volvo Aero fertigte unter anderem das Strahltriebwerk für den Abfangjäger Saab JA37B Viggen und entwickelte Raketenantriebe und -düsen.
Volvo Aero wurde Mitte 2012 von GKN, einem britischen Automobil- und Luftfahrtzulieferer, für 633 Millionen britische Pfund (788 Mio. Euro) übernommen.
Jofa produziert Eishockeyausrüstungen und gehörte von 1973 bis 1985 zum Volvokonzern.
Volvo Construction Equipment entwickelt, produziert und vertreibt Baumaschinen (u. a. Bagger, Radlader, Mobilbagger, Dumper, Motor-Grader und Baggerlader) und hat Frühjahr 2007 die Straßenbaumaschinen-Sparte ABG Allgemeine Baumaschinen-Gesellschaft von Ingersoll Rand übernommen.
 Volvo Financial Services bietet umfassende Dienstleistungen in den Bereichen Kundenfinanzierung, Versicherung, Immobilienverwaltung und weitere finanzielle Dienstleistungen.

## Volvo Car Corporation
Das ursprüngliche Kerngeschäft des Konzerns wurde 1999 an Ford verkauft.
Zu Beginn der Finanzkrise 2008 hatte der kriselnde US-Mutterkonzern Ford die Tochtergesellschaft Volvo Cars zum Verkauf angeboten, als Grund wurden rote Zahlen bei der Volvo-Pkw-Produktion genannt. Ende 2009 gab Ford bekannt, die Volvo Car Corporation an den chinesischen Automobil- und Motorradhersteller Geely zu veräußern. Der Vertrag wurde Ende März 2010 unterzeichnet. Der Kaufpreis betrug 1,8 Milliarden Dollar.